# Birkeretten
 Denne artikel omhandler birket som lovtekst. For birket som retskreds, se Birk (retskreds).
Birkeretten er en lovtekst der kendes i ret forskellige versioner fra Island, Norge, Skåne og Sverige. Tidligst fra det 10. århundrede virkede den islandske og specielt norske birkeret som en søfartsret (norrøn: farmanna lögh) og handelsret - vedrørende praksis på markedspladsen (norrøn: kaupangr) - og fra omkring det 13. århundrede også den skånske og svenske version, der iøvrigt omfatter dels landlige hhv. bymæssige sagsforhold. Formentligt har den islandske version kun kortvarigt været en selvstændig lov, og er snart blevet indarbejdet i datidens lovform, kendt som Grågåsen, mens den norske, skånske og svenske version har været i brug, og under forandring, op til det 16. århundrede, specielt med virke som stadsret.

## Reference overblik
Island
- "Um rétt íslendínga í Noregi", biark eyar rett

Primærtekst: Diplomatarium Islandicum I 1870, Nr.21 B, s.68-70
forstået som henvisning til
- "Um Rétt Noregs konungs a Islandi"

Primærtekst: Diplomatarium Islandicum I 1870, Nr.16, s.54
Beskrivelse: Strauch 2011, s. 166,215ff
Norge
- "Her hæfia[??] upp farmanna løgh", biarcæyar rette

Primærtekst: NGL I 1846, s. 334-336. Som stadsret er lovteksten mere omfattende og såvel sammenstykket: NGL I 1846, s. 303-336
Beskrivelse: Strauch 2011, s. 166-168,170-171,172-174
Sverige
- Hær byriæs biærköæ rættær

Primærtekst: Schlyter 1844, s. 113-134
Beskrivelse: Strauch 2011, s. 513-514,575-577,581-584,603-606
Skåne
- "Biærke ræt" Thettæ ær thæn ræt ther man caller ware biærke ræt ther i Lund ær

Primærtekst: Schlyter 1859, s. 399-429 ;
Beskrivelse: Paulsen 1978 ; se evt. også Schlyter 1844, s.XXV

### Primærtekster
- Sigurðsson, Jón; Þorkelsson, Jón; Ólason, Páll Eggert; Þorsteinsson, Björn, red. (1876), Diplomatarium Islandicum - 834 - 1264, Diplomatarium Islandicum - Íslenzkt fornbréfasafn, vol. 1, Kaupmannahöfn [København]: Hínu islenzka bokmentafélagi, S.L. Möllers, hentet 24. november 2021
- Keyser, R.; Munch, P.A. (1846),  Keyser, R.; Munch, P.A. (red.), Norges love ældre end Kong Magnus Haakonssönns Regjerings-Tiltrædelse i 1263, Norges gamle love indtil 1387, vol. 1, Christiania [Oslo]: Kongelige Norske Videnskabers Selskab ; Chr. Gröndahl, hentet 24. november 2021
- Schlyter, D.C.J. (1859),  Schlyter, D.C.J. (red.), Skånelagen, Samling af Sweriges Gamla Lagar, vol. 9, Lund: kong Oscar d. 2. ; D.C.J. Schlyter ; Berlingska, hentet 24. november 2021{{citation}}:  CS1-vedligeholdelse: ref gentaget (link)
- Schlyter, D.C.J. (1844),  Schlyter, D.C.J. (red.), Helsingelagen. Kristnu-balken af Smålandslagen. Bjärköarätten., Samling af Sweriges Gamla Lagar, vol. 6, Lund: kong Oscar d. 2. ; D.C.J. Schlyter ; Berlingska, hentet 24. november 2021{{citation}}:  CS1-vedligeholdelse: ref gentaget (link)